# Bots Master
Bots Master (The Bots Master) è una serie televisiva animata franco-statunitense di fantascienza del 1993, prodotta da Creativite et Developpement e AB Productions.
Particolarità della serie, alcune sequenze (un paio di minuti per episodio) con effetto tridimensionale di profondità grazie all'uso di particolari occhiali (venduti assieme alle action figure), ma guardabili anche senza, sfruttando l'effetto Pulfrich. Un simbolo sullo schermo, raffigurante gli occhiali, indica ai telespettatori quando indossarli.

## Trama
Nell'anno 2025, Ziv Zulander (il nome non viene quasi mai pronunciato nel doppiaggio italiano, a lui ci si riferisce sempre con il nome "doppia zeta", persino gli antagonisti si riferiscono a lui solo con il soprannome) geniale e giovane scienziato e la sua sorellina Blitzy, giovanissima, ma talentuosa designer combattono una potente compagnia costruttrice di robot, la RobotMegaFactCorporation, che intende conquistare il mondo. Al loro fianco, una schiera di robot dotati un chip della personalità che li fa agire e ragionare come esseri umani. A Capo della multinazionale c'è Leon Lewis Paradim, coadiuvato dallo scienziato Hiss (in italiano Dottor Sibilo), e da Lady Frenzly (in italiano chiamata solo Lady) seducente e affascinante capo della sicurezza all'interno della corporazione. I Robot di Ziv Zulander, vengono più spesso definiti "Zoidi avanzati", come loro stessi amano precisare. La sua Squadra di Zoidi è chiamata BOYZZ BRIGADE Boyzz è l'acronimo di Brain Operated Young Zygoetopic Zoids. Tra gli Zoidi Jammerzz, Tools, All-ball, Genesix, D'Nerd (in italiano chiamato Secchione) Watzon, Ninjzz (il robot ninja del gruppo), Ace, Twig, tre teste parlanti.
In più puntate DoppiaZeta e la sua squadra di Zoidi, riescono a sventare i piani degli avversari, grazie a delle microtelecamere piazzate negli uffici della RM Corporation. Ziv oltre che una grande conoscenza della robotica e della cibernetica, possiede anche discrete doti atletiche che gli permettono in più di un'occasione di infiltrarsi negli uffici e nei depositi della RM, di sostenere scontri con i robot nemici e di fuggire agilmente.
La serie è durata solo una stagione, è di genere azione - fantascientifico con tratti umoristici che ben si notano nella sigla originale che è un brano beat-rap cantato dagli stessi personaggi del cartone intenti a presentarsi, mentre la sigla italiana ha dei toni più seri ed enfatici che appaiono meno coerenti con i toni del cartone.

## Episodi
1. Adios ZZ
2. Enter the Ninjzz
3. Blitzy's BattleBots Brigade
4. Stop that Bot
5. Bloc 93
6. Flowers for ZZ
7. Rock the Corp
8. This Land is my Land
9. You can Bank on it
10. ZZ Come Back
11. Lost
12. Bring the Boyzz Down
13. Spybot
14. Climb the Mountain
15. Assault on Bunker 435
16. Blind Date
17. Grasp for Power
18. Bobby and his Bots
19. The Weapon
20. A Few Good Boyzzs
21. A Tale of Two Paradims
22. General Blitzy
23. The Zulander Scanner
24. Mind Gamez
25. Island Ploy
26. Photo Finish
27. A Gift for Frenzy
28. ZZ and the Law
29. The Appointment
30. The Duel
31. The Bad Boyzzs are among us
32. Friendly Enemy
33. The Gift
34. The Bots in the Booth
35. Building Eight
36. The Tome of Doom
37. Friendly Frenzy
38. Momzz
39. Fly Me to the Moon
40. The Setting Sun

## Doppiaggio
| Nome del personaggio       | Doppiatore originale | Doppiatore italiano |
| -------------------------- | -------------------- | ------------------- |
| Ziv "Doppia Zeta" Zulander | Mark Hildreth        | Claudio Moneta      |
| Blitzy Zulander            | Crystaleen O'Bray    | Veronica Pivetti    |
| sir Lewis Leon Paradim     | Dale Wilson          | Orlando Mezzabotta  |
| Dr. Sibilo                 | Ian James Corlett    | Giovanni Battezzato |
| Lady Frenzy                | Janyse Jaud          | Cristina Giolitti   |
| Genesix                    | Michael Cook         | ?                   |
| D'Nerd                     | Terry Klassen        | ?                   |
| Toolzz                     | Steve Giulinetti     | ?                   |
| Ninjzz                     | Surya Kellar         | ?                   |
| Jammerzz                   | Cusse Mankuma        | ?                   |